# Oh, Daddy!
Oh, Daddy! é um filme britânico de 1935, do gênero comédia, dirigido por Graham Cutts e Austin Melford, e estrelado por Leslie Henson, Frances Day, Robertson Hare e Barry MacKay.